# Raffaele Melia
Raffaele Melia (* 6. Mai 1804 in Rom; † 11. November 1876 in Rom) war ein italienischer Ordenspriester und Generalrektor der Pallottiner von 1856 bis 1862.
1837 trat er der vom Heiligen Vincenzo Pallotti gegründeten Gemeinschaft bei. Sieben Jahre später wurde er Doktor der Theologie und Mitglied der Kongregation für die Verbreitung des Glaubens und ging nach London. Am 7. März 1848 legte er das Ordensgelübde ab und wurde Rektor der Niederlassung in London. Am 16. Februar 1856 wurde er Generalrektor der Gemeinschaft.
Raffaele Melia gelang es nicht, die internen Streitereien der Pallottiner zu lösen und die Bestätigung der Ordensregeln zu erhalten. Aufgrund der dringenden Bitten von Kardinal Nicholas Wiseman gab er sein Amt Anfang 1862 auf und reiste nach London.
30 Jahre wirkte er in England. Er schrieb mehrere Bücher in verschiedenen Sprachen. Er starb im Alter von 72 Jahren an Lungenentzündung in Rom. Diese zog er sich im Beichtstuhl zu. Als erster Pallottiner wurde er auf dem Friedhof Campo Verano bestattet.